# Samo napred..!
A Samo napred..! a YU grupa 1979-ben megjelent nagylemeze, melyet az RTB adott ki. A hanglemez kiadás katalógusszáma: LP 55-5373. Az album 1980-ban kazettán is megjelent, a kiadvány katalógusszáma: ZK 50119.

## Az album dalai

### A oldal
1. Nešto si mi umorna i bleda (3:50)
2. Samo napred, guraj, guraj (3:46)
3. Plejboj (4:30)
4. Hej, da me vidiš (4:29)

### B oldal
1. Pera amater (2:57)
2. Autobus za raj (3:50)
3. Da si M.M. ili B.B. (2:55)
4. Udaj se dobro (4:40)

## Közreműködők
- Dragi Jelić – gitár, ének
- Žika Jelić – basszusgitár
- Bata Kostić – gitár, ének (A "Plejboj" c. számban)
- Dragan Janković – orgona
- Dragoljub Đuričić – dob

### Vendégzenészek
- Marina Tucaković – dalszöveg
- Slađana Milošević – háttérvokál
- Dragana Šarić – háttérvokál